# Sjönevad
Sjönevad är en mindre by i Vessige socken, Halland. Byn ligger i ett fornlämningstätt område och har en lång historia. Mitt i Sjönevadssjön finns den medeltida borgruinen Sjönevadsborg, som var den första borgen i Halland. Den finns omnämnd i Kung Valdemars jordebok (1231) och hade då sju underliggande byar. Sjönevads marknad har funnits sedan 1819 och det finns en tradition med marknader som går tillbaka till 1200-talet Där fanns även förr ett gästgiveri. I Häståsaberget i närheten av Sjönevad bedrevs mellan 1926 och 1938 brytning av granat. Den stod för en stor del av världsproduktionen av mineralen vintern 1936–37, då produktionen i Spanien låg nere p.g.a. spanska inbördeskriget.